# Объединённые массмедиа
«Объединённые массмедиа» (бел. Аб’яднаныя масмедыі) — белорусская ассоциация издателей региональной прессы. Основана в июле 2009 года, объединяет 13 издателей негосударственных печатных СМИ из разных регионов Беларуси.
В рамках погрома независимых белорусских СМИ в июле 2021 года прошли обыски в редакциях и у журналистов изданий ассоциации, часть из которых была допрошена и подверглась арестам. Также у журналистов была массово изъята техника.

## Состав
Члены ассоциации издают местные массово-политические издания с общим тиражом более 80 тысяч экземпляров. Это:
- «1REG.BY» (Брестская область)
- «ЕX-PRESS» (Борисов)
- «Брестская газета» (Брест),
- «Брестский курьер» (Брест)
- «Борисовские новости» (Борисов),
- «Вечерний Бобруйск[бел.]» (Бобруйск),
- «Вольнае Глыбокае[бел.]» (Глубокое),
- «Газета Слонімская» (Слоним),
- «Ганцавіцкі час» (Ганцевичи)
- «Гродно-Лайф» (Гродно)
- «Информ-прогулка» (Лунинец),
- «Intex-press» (Барановичи),
- «Інфа-Кур’ер» (Слуцк),
- «Наша слова» (Лида)
- «Рэгіянальная газета» (Молодечно).